# 渝中区
渝中区是中华人民共和国重庆市的一个市辖区，曾称市中区，是中国共产党重庆市委员会与重庆市人民政府的驻地、重庆的政治军事中心。隨著重慶其他城區相對渝中的快速發展，渝中區文化中心的地位已經被沙坪壩區所取代，而商业、贸易經濟中心的地位亦逐漸在被江北区、渝北區所取代，渝中区只成为了一个传统意义上的城市中心而已。

## 历史
自公元前318年，秦国灭巴国并设立巴郡以来，渝中一直为巴郡治所所在地，先后属江州县、垫江县、巴县，历为郡、州、路、府、省、县治所所在地。
1929年，以巴县城区设立重庆市。1935年，重庆市下设5个区，第一至第四区在今渝中区境。1939年，重庆市下设12个区，第一至第八区在今渝中区境。1942年，重庆市下设17个（陆上）区和1个水上区，第一至第八区和水上区的一部份在今渝中区境。1946年，重厌市下设18个区，第一至第八区在今渝中区境。
1950年6月，重庆市人民政府将原第一区至第七区命名为第一区。1955年11月，第一区改称市中区。区境曾为中共中央西南局、西南军政委员会、西南行政委员会、西南军区所在地，并一直是重庆市党、政、军领导机关所在地。
1995年3月，重庆市进行行政区划调整，市中区更名为渝中区。

## 地理
渝中区位于嘉陵江与长江交汇处的狭长半岛形陆地上，又称为渝中半岛。渝中区面积23.71平方公里，全区常住人口为63.01万人。因渝中區在重慶各區中建設最早，而且長期投資最多，目前是設施最完備的區之一，各大商业商贸金融设施大多在该区设有总部或区域分支机构。
由于渝中区多山少地，因此区域内建筑鳞次栉比、高聳入云，渝中区商用建筑平均楼层为27层，平均高度为115米，道路随地形蜿蜒穿行于高楼和绿树之间、车流擁擠。长江对岸南岸区的南山是观赏渝中半岛夜景的绝佳之地。
渝中区根据地势高低又可分为“上半城”和“下半城”。下半城位于长江江岸以北、枇杷山—鹅岭—平顶山中部山脊线南坡的坝子上，包括菜园坝街道、南纪门街道和朝天门街道。

### 行政区划
渝中区下辖11个街道办事处：
七星岗街道、解放碑街道、两路口街道、上清寺街道、菜园坝街道、南纪门街道、朝天门街道、大溪沟街道、大坪街道、化龙桥街道和石油路街道。
1994年底，原市中区辖七星岗、较场口、解放碑、朝天门、望龙门、南纪门、菜园坝、两路口、王家坡、上清寺、大溪沟11个街道。1995年3月，市中区更名为渝中区，划入原属沙坪坝区的大坪、化龙桥2个街道。渝中区人民政府驻七星岗街道管家巷9号。
2006年6月，重庆市人民政府批复同意（渝府[2006]118号）撤销较场口街道，并入解放碑街道；撤销王家坡街道，并入菜园坝街道、两路口街道；以原大坪街道的煤建新村、茶亭村、民乐村、石油路、金银湾、虎头岩和原化龙桥街道的九高路共7个社区设立石油路街道。渝中区共辖12个街道。
2015年1月，重庆市人民政府批复同意（渝府[2015]3号）撤将原望龙门街道的巴县衙门、白象街、二府衙、湖广会馆4个社区划归朝天门街道管辖，邮政局巷社区划归南纪门街道管辖；将朝天门街道的罗汉寺社区划归解放碑街道管辖。

## 交通
渝中区交通繁忙，是重庆最为拥堵的区域。

### 公路
渝中区内均为市政道路，没有国道和高速公路。公交车站和线路密集。

### 铁路
- 中国国铁 渝厦高速铁路 — 重庆站（重建中）
- 重庆轨道交通 1号线，2号线，3号线，9号线，10号线，18号线。

## 著名景點

### 全国重点文物保护单位
- 八路军重庆办事处旧址（红岩村13号、曾家岩50号、中共代表团驻地旧址、《新华日报》营业部旧址）
- 桂园
- 重庆湖广会馆
- 老鼓楼衙署遗址
- 重庆古城墙
- 特园
- 国民政府立法院、司法院及蒙藏委员会旧址
- 国民政府外交部旧址
- 重庆抗战金融机构旧址群
- 国民参政会旧址
- 国民政府行政院旧址
- 同盟国中国战区统帅部参谋长官邸旧址
- 保卫中国同盟总部旧址
- 重庆谈判旧址群
- 抗战胜利纪功碑暨人民解放纪念碑
- 重庆市人民大礼堂
- 國民政府軍事委員會政治部第三廳暨文化工作委員會舊址（天官府）
- 同盟國駐渝外交機構舊址群（蘇聯大使館舊址、蘇聯大使館武官處舊址、美國大使館舊址、英國大使館舊址、中英聯絡處舊址、法國領事館舊址、澳大利亞公使館舊址、土耳其公使館舊址）

### 古迹
城垣遺迹，大多已毁，现存一些城门尚可辨认，特别是经过修复的通远门及城墙。
巴蔓子墓 巴蔓子为春秋时期巴国自刎保国的著名将领；
重庆三线移民博物馆、重庆移民纪念馆，全国文物保护单位湖广会馆；

### 近代
重庆人民解放纪念碑，简称重庆解放碑，建于抗战陪都时期，原名为“精神堡垒”，二战胜利改名为“抗战胜利纪功碑”
红岩村 八路军驻重庆办事处、中共中央南方局驻地；
新华日报 发行部旧址；
鹅岭公园 四川总督私家园林，1945年重庆谈判蒋介石和毛泽东曾会晤于此；
国民政府旧址 内有蒋介石官邸旧址、国民政府行政院旧址等，今为中共重庆市委驻地；
大韩民国流亡政府旧址；
史迪威博物馆；
宋庆龄故居；
珊瑚坝机场旧址 陪都时期重庆主要机场之一，位于长江江心的沙洲上；
桂园 1945年《双十协定》签订地；
曾家岩50号 周恩来起居地和办公室；

### 现当代
解放碑中央商务区 中国西部第一大商业步行街；
中国三峡博物馆；
朝天门 古重庆第一城门，位于两江交汇之咀，有长江上游历史上最大的码头，因朝向明初时帝都南京而得名；
洪崖洞 吊脚楼式建筑
佛图关公园 位于市中区的森林公园；
人民大礼堂、人民广场 中国三大堂之一；
重庆市规划展览馆 可以了解重庆市历史和城市发展现状和规划；
大田湾体育场 中国第一座现代意义的综合体育场。

### 宗教
罗汉寺 供奉着济公和500罗汉，内有佛学院；
若瑟堂 中国西南最大的、装修最好的天主教堂，由美国传教士范若瑟创立，每年有平安夜弥撒。

## 友好城市
| 国家   | 城市         | 结好时间       |
| ------ | ------------ | -------------- |
| 俄羅斯 | 弗拉基米尔市 | 2004年11月13日 |
| 美国   | 圣迭戈郡     | 2014年5月7日   |